# ヤマウグイスカグラ
ヤマウグイスカグラ（山鶯神楽、学名：Lonicera gracilipes var. gracilipes）はスイカズラ科スイカズラ属の落葉低木。俗にウグイスノキ（鶯の木）、ゴリョウゲ、グミ、サガリンコとも言う。

## 特徴
樹高は3mに達する。枝には葉柄や花柄とともに毛があり、腺毛が混じることがあり、中実で髄は白色になる。葉は長さ3-5mmの葉柄をもって対生する。葉身は広披針形から卵形で、長さ3-8cm、幅1.5-5.5cm、葉の先端は短くとがり、基部はくさび形になる。縁は全縁。
花は4-6月に、葉の展開より先に、または同時に咲く。葉腋から長さ1-2cmになる細長い花柄を出し、長さ2-8mmの苞をつけ、先端に1花、ときに2花を下垂する。 花冠はバラ紅色で、長さ12-20mmの漏斗状になる。子房は1個で2室ある。雄蕊は5本あり、花冠より短い。果実は長さ10-15mmになる広楕円形の液果になり、6-7月に紅熟する。果実は食用となる。

## 分布と生育環境
日本固有種。本州の中西部、四国および九州に分布し、山地に生育する。

## ギャラリー
- 果実は広楕円形の液果になり、6-7月に紅熟する。

## 変種および品種
毛や腺毛の有無など変化が多く、次のように区分されるが、その中間型もある。
- ウグイスカグラ Lonicera gracilipes Miq. var. glabra Miq. -茎から花まで無毛であるもの。本州、四国の山地に分布する。古くから栽培もされてきた。
  - シロバナウグイスカグラ Lonicera gracilipes Miq. var. glabra Miq. f. albiflora (Maxim.) Rehder -ウグイスカグラの白花品種。
- ミヤマウグイスカグラ Lonicera gracilipes Miq. var. glandulosa Maxim. - 本州、四国、九州の、主に日本海側に自生する。若枝、葉柄、花柄、子房に、やや粘りけのある腺毛が生える。